# إليزر أوزوالد
إليزر أوزوالد (بالإنجليزية: Eleazer Oswald)‏ هو صحفي أمريكي، ولد في 1755 في إنجلترا في المملكة المتحدة، وتوفي في 30 سبتمبر 1795 في نيويورك في الولايات المتحدة.